# Edvard Wennerholm
Oskar Edvard Wennerholm (Stockholm, 1890. január 22. – Stockholm, 1943. március 13.) olimpiai bajnok svéd tornász.
Részt vett az 1912. évi nyári olimpiai játékokon, és tornában a svéd rendszerű csapat összetettben aranyérmes lett.
Klubcsapata a Stockholms GF volt.